# PAX 랩스
PAX 랩스(이전 명칭: 플룸, Ploom)는 PAX 기화기를 마케팅하는, 2007년 설립된 미국의 전자담배 회사이다. 이 기업은 JUUL(주얼로 발음))이라는 전자담배를 개발했다. JUUL은 2017년 별도 회사로 독립되었다.

## 플룸
플룸의 탄생은 2004년 스탠포드 대학에서 디자인 수업을 듣던 두 학생 James Monsees & Adam Bowen에서 시작되었다. 흡연자와 비흡연자 모두를 만족시킬 수 있도록 흡연시의 불쾌한 냄새와 연기가 없는 새로운 흡연 문화를 개척하기로 결정한 두 사람은, 수백 번의 시도를 거듭한 끝에 두 사람은 세계 최고의 전문가들이 한데 모인 샌프란시스코에서 Ploom을 탄생시켰다.

### 구성요소
- Ploom 본체 : 캡슐을 가열해 증기를 만드는 휴대용 제품으로 블랙과 화이트, 두 가지 색상으로 선택 가능
- Ploom 캡슐 : 실제 담뱃잎이 들어간 캡슐은 양극 처리된 알루미늄으로 제작되었으며, 캡슐 커피(네스프레소)의 모양과 닮았다
- 마우스 피스 : 증기 배출구로 사용되는 마우스 피스. 여러 개의 마우스 피스를 사용해 하나의 Ploom으로 여러 사람이 사용할 수 있다
- USB 충전기 : 본체를 충전할 수 있는 USB 충전기
- USB 어댑터 : USB를 충전할 수 있게 하는 어댑터
- LED 배터리 버튼 : Ploom의 예열 상태 및 배터리 충전 상태를 알 수 있다

### 현재
- 2011년 재팬토바코인터내셔널(JTI)에서 지분을 투자한 후 미국을 제외한 유통 및 판매 판권 획득
- 미국, 오스트리아, 영국, 프랑스, 이태리, 일본, 한국에서 판매하고 있음
- 현재 한국에서 단종됨